# Dombhát (Beszterce-Naszód megye)
Dombhát, Dombhátfürdő (románul: Anieș) falu Romániában, Erdélyben, Beszterce-Naszód megyében.

## Fekvése
Major mellett fekvő település.

## Története
Dombhátfürdő korábban Major része volt. 1956 körül vált külön, ekkor 812 lakosa volt.
1966-ban 1244 lakosából 1187 román, 18 magyar,  1977-ben 1345 lakosából 1342 román, 3 magyar, 1992-ben 1588 lakosából 1569 román, 12 magyar, 7 német, a 2002-es népszámláláskor pedig 1767 lakosából 1754 román, 13 magyar volt.